# Route nationale 568a
« Route nationale 268 » redirige ici. Pour les autres significations, voir Route nationale 268 (homonymie).
La route nationale 568A ou RN 568A était une route nationale française reliant Fos-sur-Mer à Port-Saint-Louis-du-Rhône. À la suite de la réforme de 1972, elle a été renumérotée route nationale 268 (RN 268). En 2006, elle a été déclassée en RD 268.

## Ancien tracé de Fos-sur-Mer à Port-Saint-Louis-du-Rhône (D 268)
- Fos-sur-Mer
- Port-Saint-Louis-du-Rhône